# Carl Friedrich Kielmeyer
Carl Friedrich Kielmeyer (Bebenhausen, 22 ottobre 1765 – Stoccarda, 14 agosto 1844) è stato un biologo e naturalista tedesco.

## Biografia
Inizialmente ha studiato presso Karlsschule di Stoccarda, poi approfondito la sua formazione presso l'Università di Göttingen (1786-1788), dove ha avuto come insegnanti Johann Friedrich Blumenbach, Johann Friedrich Gmelin e Georg Christoph Lichtenberg. In seguito, è tornato di nuovo a Karlsschule, dove nel 1792 è stato nominato professore di chimica.
Nel 1796 divenne professore di chimica e botanica presso l'Università di Tubinga, dove ha costruito il Botanischer Garten der Universität Tübingen nel 1804. Nel 1816 è tornato a Stoccarda come direttore scientifico della biblioteca reale, del giardino botanico, ecc.
Kielmeyer è stato un pioniere della filosofia naturale, e c'è stata una notevole influenza del filosofo Friedrich Schelling. È stato una figura di spicco nel campo della scienza evoluzionistica, era ricordato per lo sviluppo di una prima teoria della ricapitolazione biologica. Ha pubblicato poco nel corso della sua vita, è noto per la sua filosofia scientifica e per le lezioni che ha dato.
Il genere di pianta Kielmeyera è stato chiamato in suo onore da Carl Friedrich Philipp von Martius nel 1826.

## Pubblicazioni
- 1793 'Ueber die Verhaltnisse der organischen Krafte,' On the Relationships of Organic forces.
- c.1938 'Gesammelte Schriften.[2]